# Златин, Моисей Маркович
Моисей Маркович Златин (англ. Mois Zlatin; 10 декабря 1882, Екатеринослав — 9 октября 1952, Нью-Йорк) — российский, болгарский и американский дирижёр и академический пианист, главный дирижёр Народной оперы в Софии (1922—1924, 1929, 1932—1936).
Родился в Екатеринославе Екатеринославской губернии Российской империи (сегодня: Днепр) 10 декабря 1882 года или 5 сентября 1880 года.
Окончил Московскую консерваторию как пианист и дирижёр. После окончания преподавал в классе оперы в консерватории. Позже работал в опере Зимина в Москве. Сделал несколько гастролей за рубежом.
В 1920 году прибыл в Болгарию, где был назначен главным дирижёром Оперного общества (Оперна дружба) в Софии. Там вводит новые музыкальные инструменты — бас-кларнет и контрафагот. В 1922 году организовал Народную филармонию, работал в качестве её первого дирижёра.
После 1924 года покинул Болгарию, возглавлял русские оперные труппы в европейских странах и Соединенных Штатах.
Был директором Софийской оперы в 1929 году и снова в 1932—1936 гг. Поставил в первый раз в Болгарии свыше 20 опер, среди них «Князь Игорь», «Борис Годунов», «Гугеноты».
С 1936 жил в Америке, дирижировал в Метрополитен Опера, занимался педагогической деятельностью.
Моисей Маркович Златин умер в 1952 году.